# استاتیوس

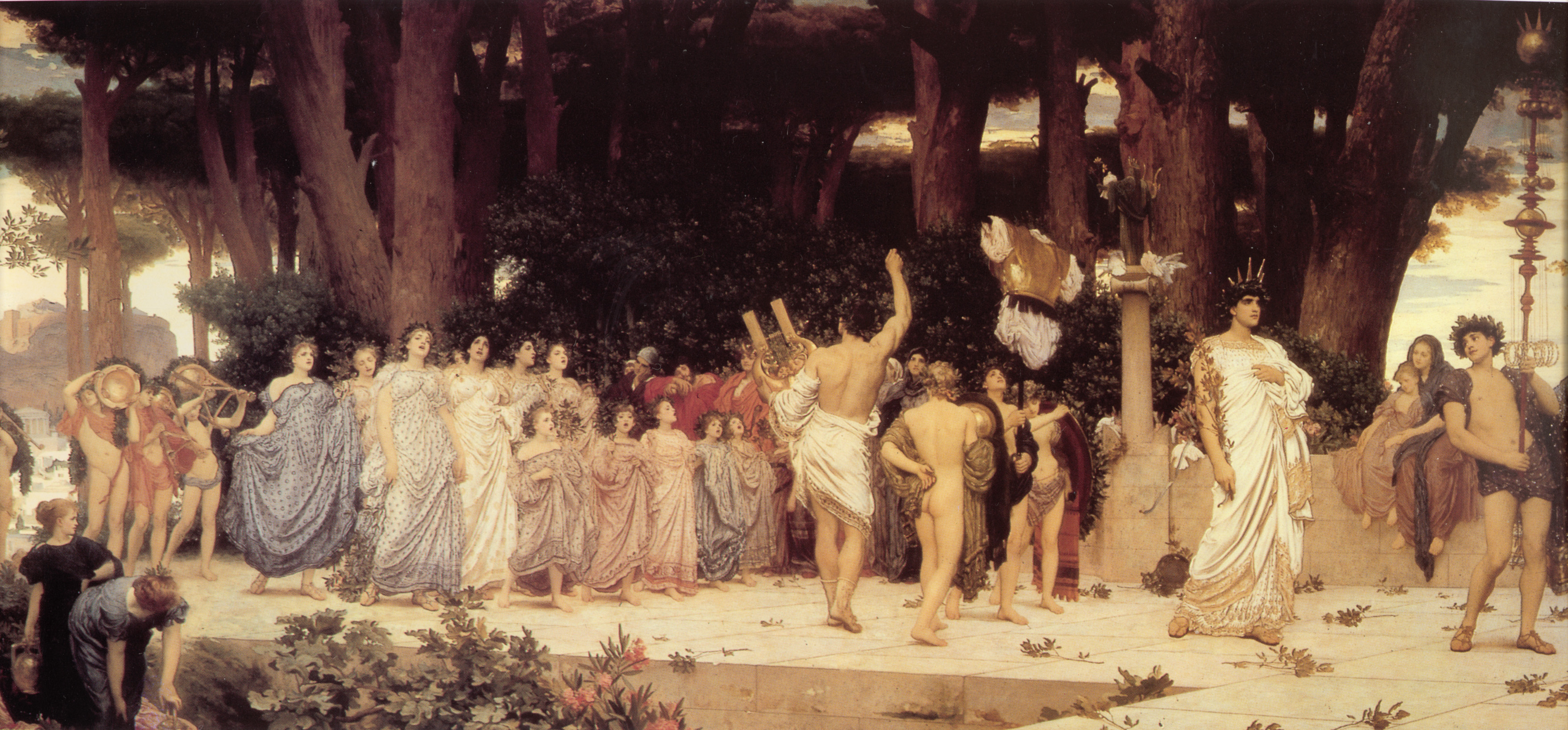
نقاشی (دافنفوریا) اثر فردریک لیتون که یک مسابقه موسیقایی شبیه به مسابقاتی را نشان می‌دهد که استاتیوس و پدرش در آن عالی بودند.

پابلیوس، پاپینیون استاتیوس (زاده ۴۵ میلادی در ناپل، درگذشته ۹۶ میلادی) شاعر رومی در عصرِ سیمین ادبیات روم، دارنده دفترهای شعر چون تبائید و سیلوا و حماسه ناتمام آشیلید. او بیشتر به عنوان کاراکتر اثر نامی دانته یعنی کمدی الهی سرشناس، است.